# Hemelboender
Een hemelboender is een term uit de scheepvaart voor een borstelvormig voorwerp, gemaakt uit sajet, die met een pen geplaatst werd op de top van een mast boven het scheerhout. Deze werden toegepast op zeilende vissersschepen.
Vanuit bijgeloof werd de hemelboender toegepast om onheil te voorkomen. Op deze manier werden heksen (zwarte vogels) die ongeluk voor schip en bemanning meebrachten van het schip weggehouden. De hemelboender belette dat de vogels op de masttoppen kwamen zitten en het vaartuig werd hierdoor van onheil gespaard.